# Підруда
Підруда́ — село в Україні, у Золотниківській сільській громаді Тернопільського району Тернопільської області. До вересня 2015 року належало до Семиківської сільської ради. Від вересня 2015 року ввійшло у склад Золотниківської сільської громади. Знаходиться на відстані 3 км від річки Тудинка (Студенка). На початку XX ст. називалося Підруда-Швейцарія. Поблизу Підруди є хутір Сіножаті (3 будинки).
Населення — 128 осіб (2007).

## Історія
Перша згадка про село датована 1675 р. Назва походить від розташування поселення – біля “руди” – іржавого болота, у міжгір’ї в оточенні мішаного лісу, що нагадує краєвиди Швейцарії. До 1939 р. у селі діяли філія товариств “Просвіта”, при якій була заснована читальня.
Від вересня 1939 р. Підруда – під радянською владою. Почалися масові арешти і розстріли “неблагонадійних”. Від 4 липня 1941 р. до 22 липня 1944 р. село – під німецькою окупацією. Після другого приходу радянської влади почалася нова хвиля масових арештів “ворогів народу”; через спротив організації колгоспу, селян родинами вивозили до Сибіру.
На 1 березня 1949 р. у селі було 20 дворів, де проживало 75 осіб; у 1940-х рр. функціонувала початкова школа. 1949 р. був заснований колгосп, а Підруда стала бригадним селом, на території якого діяла вівцеферма а також кар’єр із видобутку піску та глини. Було розвинуто виробництво цукрових буряків, пшениці, кукурудзи та гречки.
У наш час земельні ресурси орендуються підприємством «Агропродсервіс», що займається вирощенням с/г культур.
12 червня 2020 року, відповідно до розпорядження Кабінету Міністрів України № 724-р «Про визначення адміністративних центрів та затвердження територій територіальних громад Тернопільської області» увійшло до складу Золотниківської сільської громади.
19 липня 2020 року, в результаті адміністративно-територіальної реформи та ліквідації Теребовлянського району, село увійшло до складу Тернопільського району.

## Політика

### Парламентські вибори, 2019
На позачергових парламентських виборах 2019 року у селі функціонувала окрема виборча дільниця № 610866, розташована у приміщенні фельдшерсько-акушерського пункту.
Результати
- зареєстровано 48 виборців, явка 81,25%, найбільше голосів віддано за «Європейську Солідарність» — 33,33%, за «Слугу народу» і Всеукраїнське об'єднання «Батьківщина» — по 17,95%.[3] В одномандатному окрузі найбільше голосів отримав Микола Люшняк (самовисування) — 69,23%, за Романа Василіцького (Об'єднання «Самопоміч») — 12,82%, за Володимира Бліхаря (Всеукраїнське об'єднання «Батьківщина») — 10,26%[4].

## Населення

### Мова
Розподіл населення за рідною мовою за даними перепису 2001 року:
| Мова       | Кількість | Відсоток |
| ---------- | --------- | -------- |
| українська | 95        | 100%     |

## Соціальна сфера
Діє ФАП. У 2007 році в селі було засновану каплицю (УГКЦ), яка носить ім'я святих Бориса і Гліба.

## Рекреація
Біля села знаходиться став на річці Тудинка, де в полювальний сезон збираються мисливці на птахів: качок, гусей. Інколи зустрічаються лебеді, чаплі, доволі часто лелеки.

## Галерея

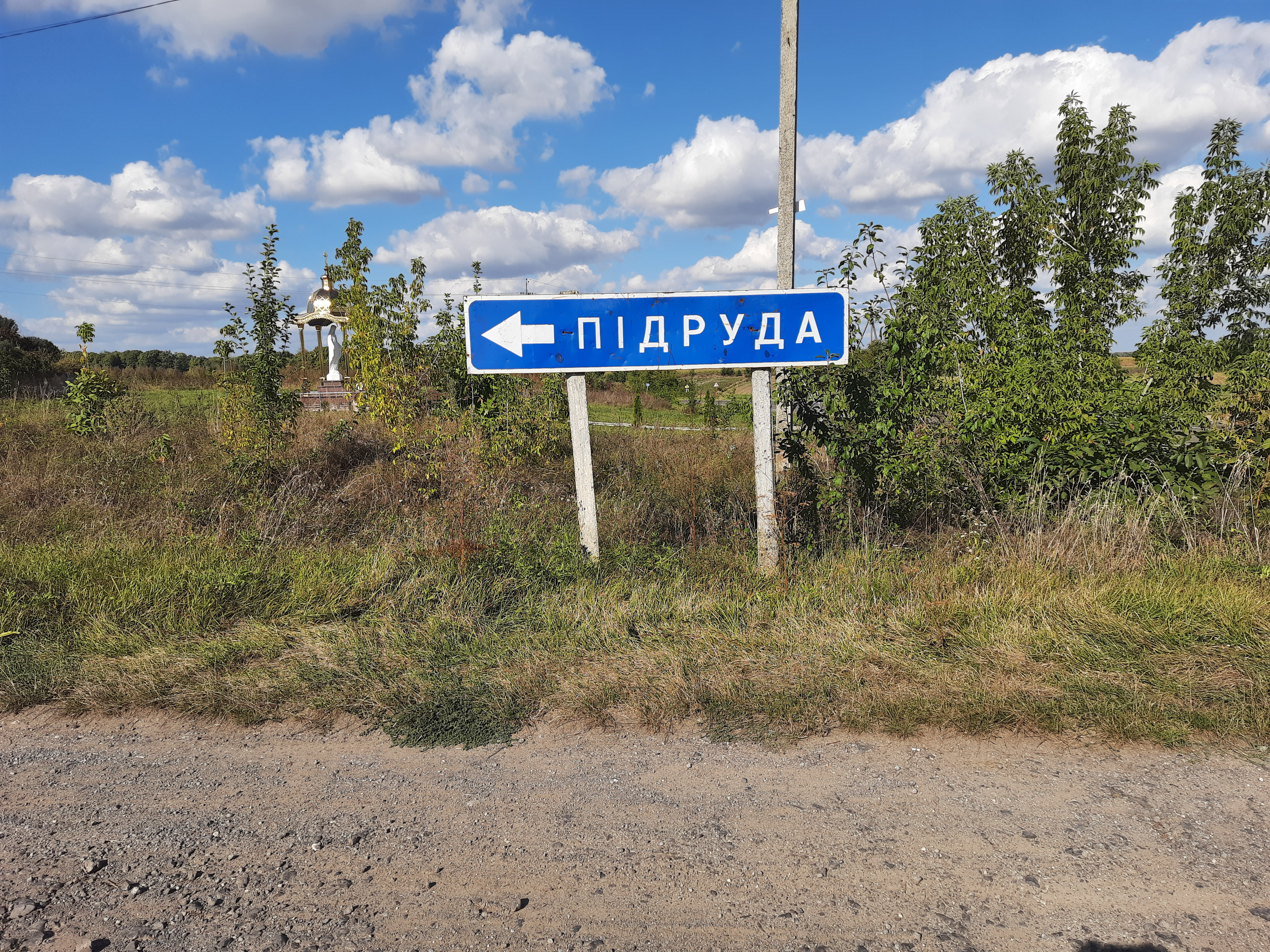
Дорожній знак неподалік села
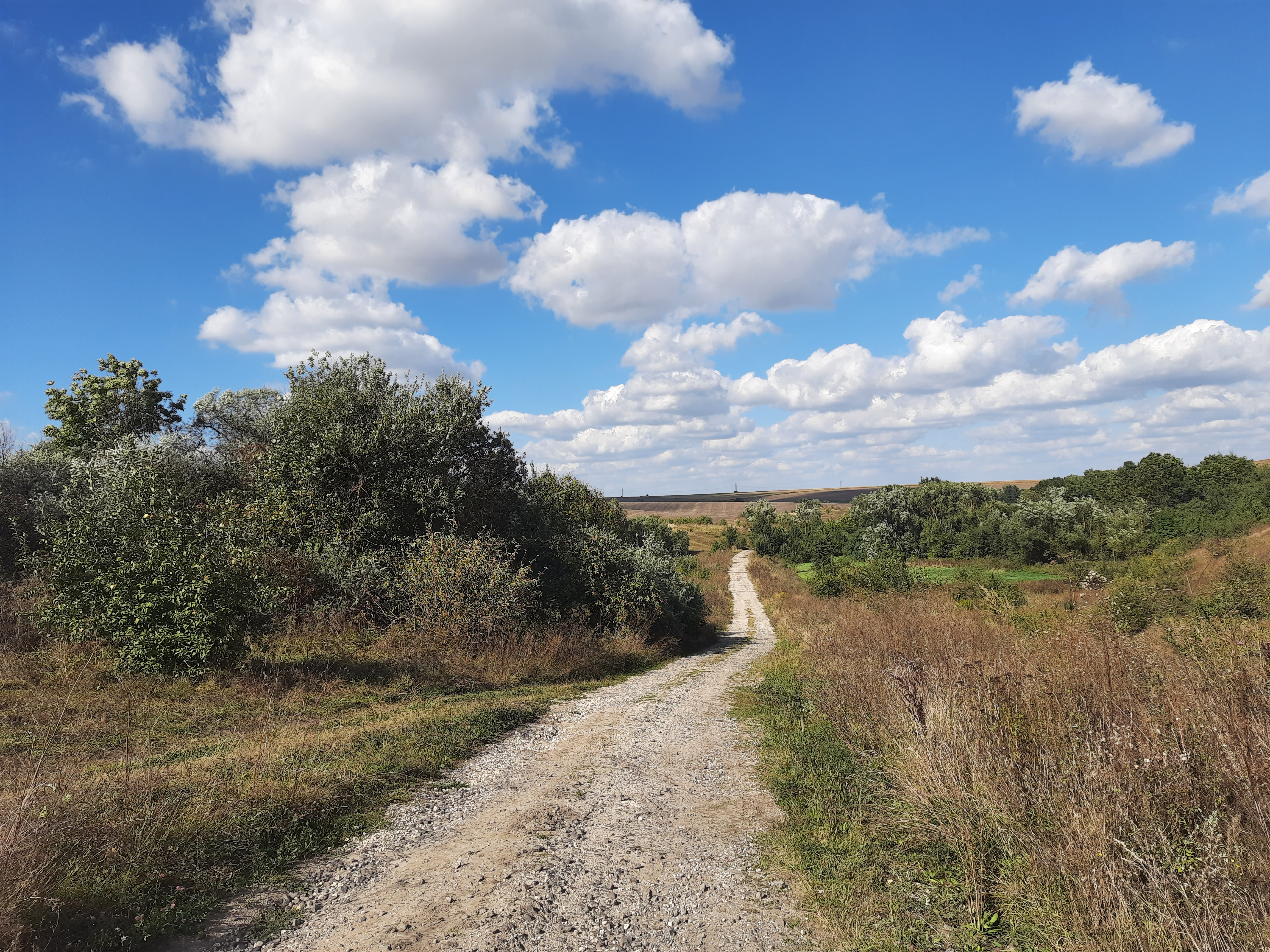
Дорога на село
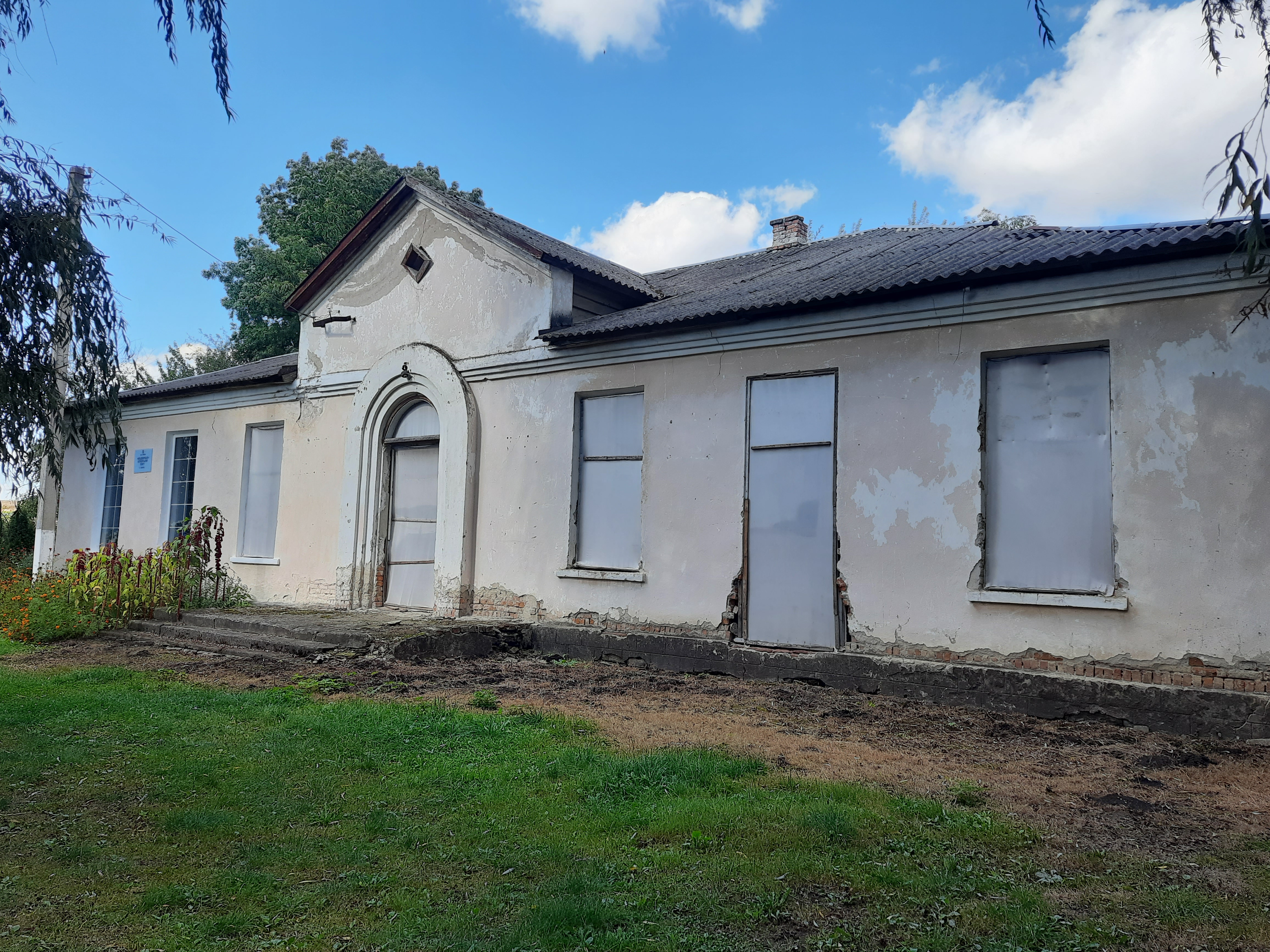
В цій будівлі знаходяться - капличка, клуб, фельдшерський пункт.
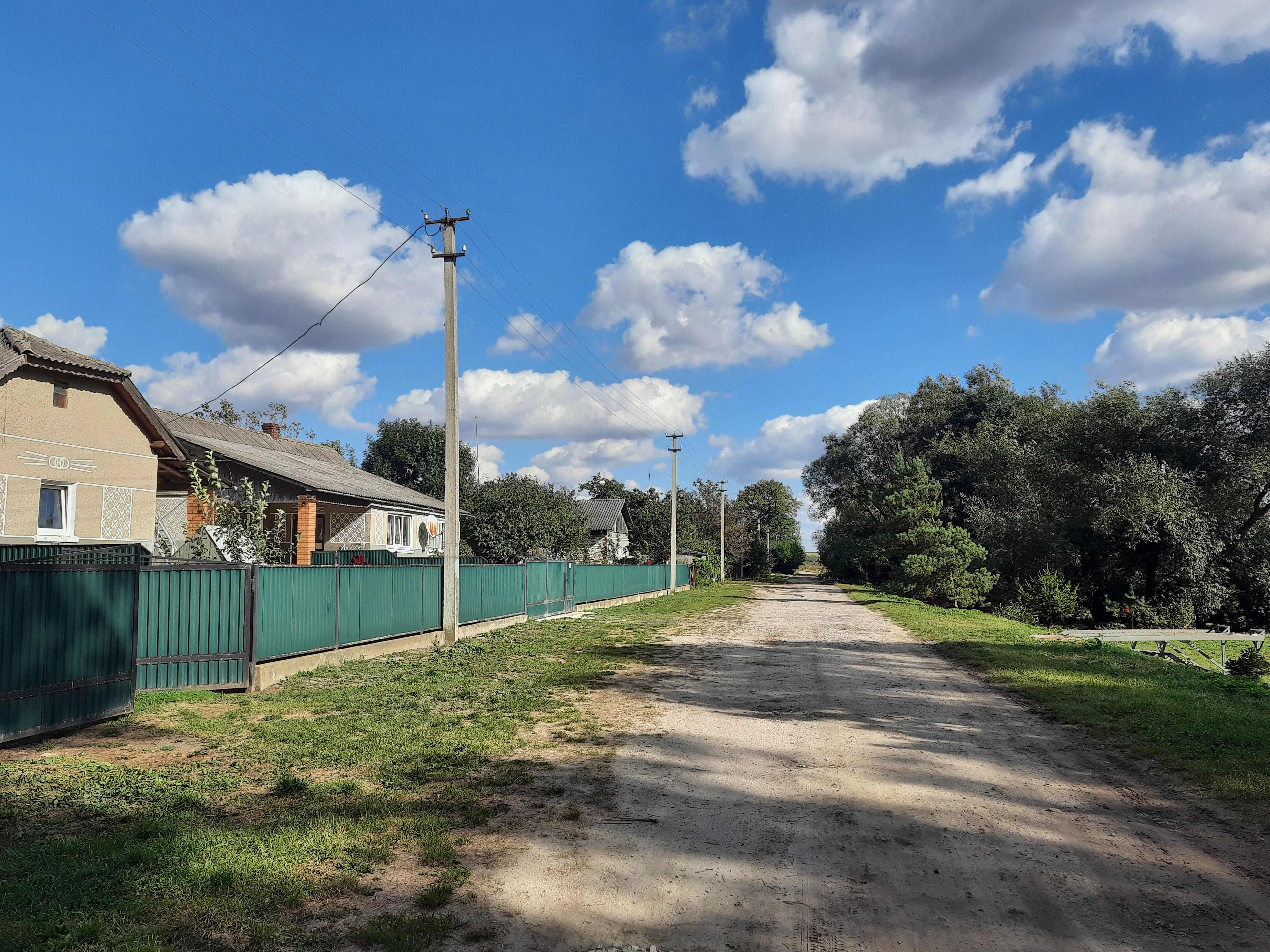
Сільська вулиця
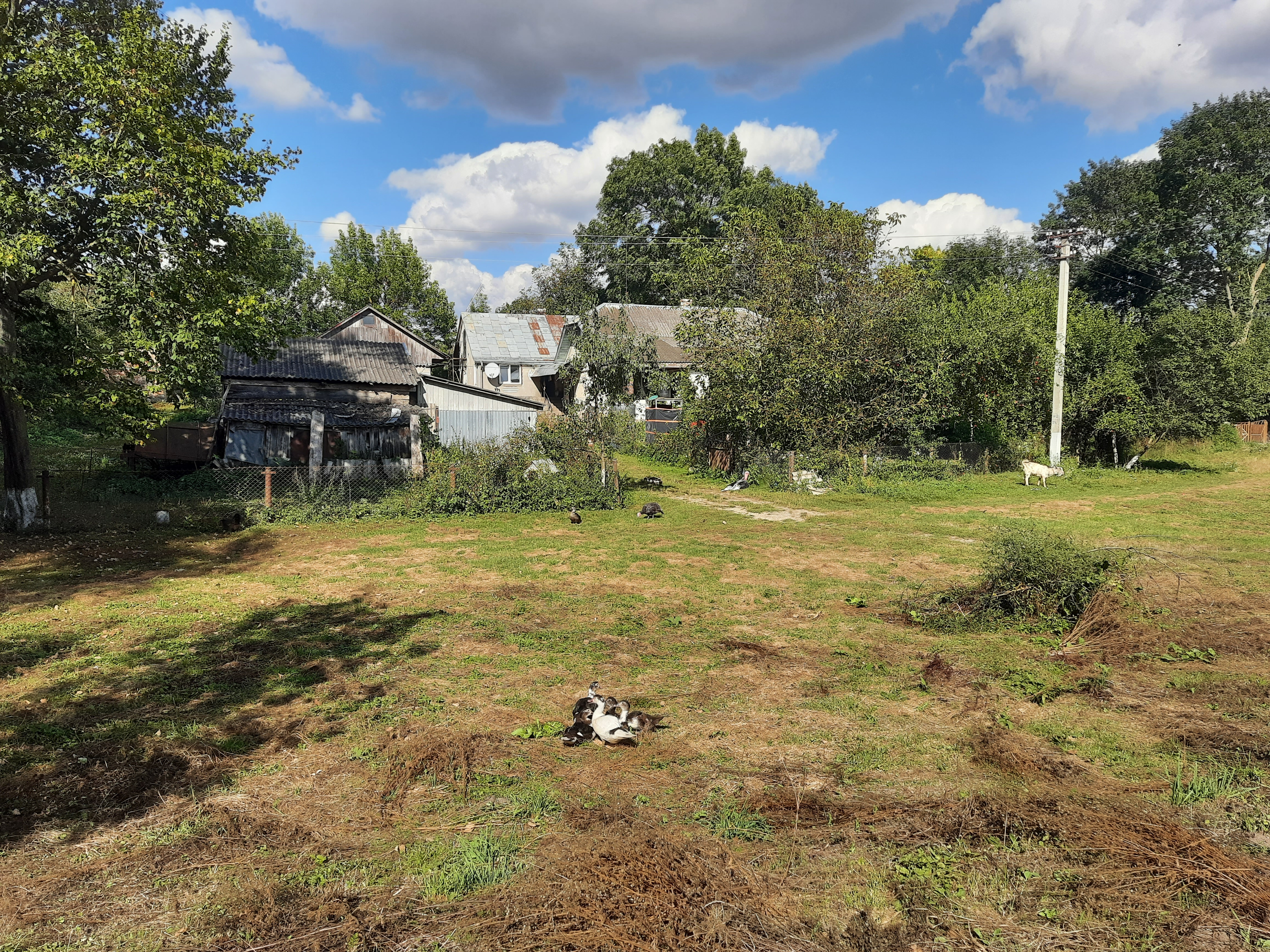
Сільський пейзаж